# 5809 Кулібін
5809 Кулі́бін (5809 Kulibin) — астероїд головного поясу, відкритий 4 вересня 1987 року.
Тіссеранів параметр щодо Юпітера — 3,293.